# داني كادمارتيري
داني كادمارتيري (بالإنجليزية: Danny Cadamarteri)‏ (12 أكتوبر 1979 في المملكة المتحدة - ) هو لاعب كرة قدم بريطاني في مركز الهجوم. شارك مع منتخب إنجلترا تحت 18 سنة لكرة القدم ومنتخب إنجلترا تحت 21 سنة لكرة القدم. أما مع النوادي، فقد لعب مع برادفورد سيتي ودندي يونايتد وشيفيلد يونايتد وليدز يونايتد وليستر سيتي ونادي إيفرتون ونادي دونكاستر روفرز ونادي فولهام وهدرسفيلد تاون ونادي كارلايل يونايتد وغرايز أتلاتيك ‏.

## وصلات خارجية
- داني كادمارتيري على موقع قاعدة بيانات كرة القدم.إي يو (الإنجليزية)
- داني كادمارتيري على موقع Soccerbase.com (لاعب) (الإنجليزية)
- داني كادمارتيري على موقع عالم كرة القدم.نت (الإنجليزية)